# گئورگ اشتاخ
گئورگ اشتاخ (انگلیسی: Georg Stach; ۱۵ ژوئیهٔ ۱۹۱۲ – ۳۱ دسامبر ۱۹۴۳) دوچرخه‌سوار اهل آلمان بود.